# Ontario (ancienne circonscription fédérale)
Pour les articles homonymes, voir Ontario (homonymie).
Circonscription électorale fédérale du Canada
Ontario est une circonscription électorale fédérale de l'Ontario, représentée de 1925 à 1997.
La circonscription d'Ontario est créée en 1924 d'une partie d'Ontario-Sud. Abolie en 1996, elle est redistribuée parmi Pickering—Ajax—Uxbridge et Whitby—Ajax.

## Géographie
En 1924, la circonscription d'Ontario comprenait:
- Les cantons de Pickering, Whitby Est et Ouest, Reach et Scugog
- La ville d'Oshawa

## Députés
| Législature                                                               | Années                       | Député                       | Député                       | Parti                        |
| Ontario issue de Ontario-Sud                                              | Ontario issue de Ontario-Sud | Ontario issue de Ontario-Sud | Ontario issue de Ontario-Sud | Ontario issue de Ontario-Sud |
| ------------------------------------------------------------------------- | ---------------------------- | ---------------------------- | ---------------------------- | ---------------------------- |
| 15e                                                                       | 1925–1926                    |                              | Thomas Erlin Kaiser          | Conservateur                 |
| 16e                                                                       | 1926–1930                    |                              | Thomas Erlin Kaiser          | Conservateur                 |
| 17e                                                                       | 1930–1935                    |                              | William Henry Moore          | Libéral                      |
| 18e                                                                       | 1935–1940                    |                              | William Henry Moore          | Libéral                      |
| 19e                                                                       | 1940–1945                    |                              | William Henry Moore          | Libéral                      |
| 20e                                                                       | 1945–1948                    | W. E. N. Sinclair            |                              | Libéral                      |
| 20e                                                                       | 1948-1949                    |                              | Arthur Henry Williams        | Social démocrate             |
| 21e                                                                       | 1949–1952                    |                              | Walter Thomson               | Libéral                      |
| 21e                                                                       | 1952-1953                    |                              | Michael Starr                | Progressiste-conservateur    |
| 22e                                                                       | 1953–1957                    |                              | Michael Starr                | Progressiste-conservateur    |
| 23e                                                                       | 1957–1958                    |                              | Michael Starr                | Progressiste-conservateur    |
| 24e                                                                       | 1958–1962                    |                              | Michael Starr                | Progressiste-conservateur    |
| 25e                                                                       | 1962–1963                    |                              | Michael Starr                | Progressiste-conservateur    |
| 26e                                                                       | 1963–1965                    |                              | Michael Starr                | Progressiste-conservateur    |
| 27e                                                                       | 1965–1968                    |                              | Michael Starr                | Progressiste-conservateur    |
| 28e                                                                       | 1968–1972                    |                              | Norman Cafik                 | Libéral                      |
| 29e                                                                       | 1972–1974                    |                              | Norman Cafik                 | Libéral                      |
| 30e                                                                       | 1974–1979                    |                              | Norman Cafik                 | Libéral                      |
| 31e                                                                       | 1979–1980                    |                              | Thomas Fennell               | Progressiste-conservateur    |
| 32e                                                                       | 1980–1984                    |                              | Thomas Fennell               | Progressiste-conservateur    |
| 33e                                                                       | 1984–1988                    |                              | Thomas Fennell               | Progressiste-conservateur    |
| 34e                                                                       | 1988–1993                    | René Soetens                 |                              | Progressiste-conservateur    |
| 35e                                                                       | 1993–1997                    |                              | Dan McTeague                 | Libéral                      |
| Circonscription redistribuée parmi Pickering—Ajax—Uxbridge et Whitby—Ajax |                              |                              |                              |                              |